# Бланко, Себастьян
Себастья́н Марсе́ло Бла́нко (исп. Sebastián Marcelo Blanco; 15 марта 1988, Ломас-де-Самора, Буэнос-Айрес) — аргентинский футболист, полузащитник клуба «Сан-Лоренсо».

## Карьера

### Клубная
Себастьян Бланко дебютировал за «Ланус» 12 ноября 2006 года, выйдя на замену на 89-й минуте матча 15 тура Апертуры «Колон» — «Ланус». Первый же профессиональный мяч за «Ланус» он забил в ворота «Расинга», случилось это в матче 5 тура Клаусуры. Апертура 2007 стала самым успешным сезоном «Лануса», за время пребывания в нём Бланко. С отрывом в 4 очка клуб стал чемпионом, однако Себастьян принял участие всего в 9 матчах, в которых забил 2 гола.
8 января 2011 года Себастьян Бланко подписал пятилетний контракт с украинским «Металлистом» и выбрал себе 23-й номер.
30 августа 2014 года Бланко перешёл в клуб английской Премьер-лиги «Вест Бромвич Альбион», подписав двухлетний контракт с опцией продления ещё на один год. За «Вест Бром» дебютировал 24 сентября в матче третьего раунда Кубка Футбольной лиги 2014/15 против «Халл Сити».
В 2015 году вернулся на родину, став игроком «Сан-Лоренсо», где сперва играл на правах аренды, а позднее перешёл на постоянной основе.
2 февраля 2017 года Бланко перешёл в клуб MLS «Портленд Тимберс», подписав контракт по правилу назначенного игрока. В главной лиге США дебютировал 3 марта в матче стартового тура сезона 2017 против «Миннесоты Юнайтед», отметившись голевой передачей. 29 апреля в матче против «Далласа» забил свой первый гол за «Портленд». 29 октября 2019 года Бланко продлил контракт с «Портленд Тимберс» на несколько лет. Бланко был признан лучшим игроком Турнира MLS is Back 2020 года, в котором забил три гола и отдал пять голевых передач. 6 сентября 2020 года в матче против «Сиэтл Саундерс» получил разрыв передней крестообразной связки правого колена. Вернулся на поле после травмы 19 июня 2021 года в матче против «Спортинга Канзас-Сити». По окончании сезона 2021 Бланко начал с «Портленд Тимберс» переговоры по новому контракту, и 11 февраля 2022 года стороны согласовали двухлетний контракт до конца сезона 2023. По окончании сезона 2023, после семи сезонов, Бланко покинул «Портленд Тимберс».
В январе 2024 года Бланко вернулся в «Сан-Лоренсо», подписав однолетний контракт с возможностью продления ещё на один год.

### В сборной
Себастьян сыграл два матча за сборную Аргентины, оба были товарищескими. В матче с Панамой он вышел на замену после первого тайма. А в матче с Гаити он отметился забитым голом.

## Достижения
Командные
- Чемпион Аргентины: Апертура 2007
- Серебряный призёр чемпионата Украины: 2012/13
- Обладатель Суперкубка Аргентины: 2015
- Победитель Турнира MLS is Back (2020)

Индивидуальные
- Лучший игрок Турнира MLS is Back (2020)
- Член символической сборной Турнира MLS is Back (2020)[19]

## Статистика
на 14 декабря 2013
| Клуб             | Сезон            | Лига | Лига | Кубок | Кубок | Континент. Еврокубки | Континент. Еврокубки | Другие | Другие | Всего | Всего |
| Клуб             | Сезон            | Игры | Голы | Игры  | Голы  | Игры                 | Голы                 | Игры   | Голы   | Игры  | Голы  |
| ---------------- | ---------------- | ---- | ---- | ----- | ----- | -------------------- | -------------------- | ------ | ------ | ----- | ----- |
| Ланус            | 2007             | 6    | 1    | 0     | 0     | 0                    | 0                    | 0      | 0      | 6     | 1     |
| Ланус            | 2008             | 24   | 3    | 0     | 0     | 10                   | 1                    | 0      | 0      | 34    | 4     |
| Ланус            | 2009             | 35   | 5    | 0     | 0     | 5                    | 0                    | 0      | 0      | 40    | 5     |
| Ланус            | 2010             | 34   | 7    | 0     | 0     | 10                   | 1                    | 0      | 0      | 44    | 8     |
| Ланус            | 2011             | 14   | 1    | 0     | 0     | 0                    | 0                    | 0      | 0      | 14    | 1     |
| Ланус            | Всего            | 113  | 17   | 0     | 0     | 25                   | 2                    | 0      | 0      | 138   | 19    |
| Металлист        | 2010/11          | 0    | 0    | 0     | 0     | 2                    | 0                    | 0      | 0      | 2     | 0     |
| Металлист        | 2011/12          | 15   | 2    | 2     | 0     | 9                    | 1                    | 0      | 0      | 26    | 3     |
| Металлист        | 2012/13          | 26   | 2    | 2     | 0     | 8                    | 1                    | 0      | 0      | 36    | 3     |
| Металлист        | 2013/14          | 16   | 3    | 1     | 0     | 2                    | 1                    | 0      | 0      | 19    | 4     |
| Металлист        | Всего            | 57   | 7    | 5     | 0     | 21                   | 3                    | 0      | 0      | 83    | 10    |
| Всего за карьеру | Всего за карьеру | 170  | 24   | 5     | 0     | 46                   | 5                    | 0      | 0      | 221   | 29    |